# Wise Guys
Die Wise Guys (englisch für „Schlaumeier“) waren eine deutsche Musikgruppe, die Anfang der 1990er aus einer Kölner Schulband hervorging. Die Gruppe sang meist a cappella und bezeichnete ihren Musikstil als „Vokal-Pop“. Sie löste sich im Juli 2017 auf.

## Bandgeschichte

### Gründung der Gruppe und Anfänge
Daniel Dickopf, Edzard Hüneke und Marc Sahr besuchten von 1981 bis 1990 das Hildegard-von-Bingen-Gymnasium in Köln-Sülz. Mit dabei waren ihre Mitschüler Christoph Tettinger und Clemens Tewinkel, mit denen die anderen drei eine Blechbläser-Gruppe gründeten, die sukzessiv zu einer Rockband umgeformt wurde. Auf Schulveranstaltungen wurden bereits einzelne Lieder a cappella vorgetragen. Seit dem Abitur 1990 machte die Gruppe ausschließlich Vokalmusik, da sie nun die von der Schule verliehenen Instrumente nicht mehr benutzen konnte. 
Nachdem die Bandmitglieder erfahren hatten, dass sie im Lehrerkollegium den Ruf als Besserwisser genossen hatten, nannten sie sich 1990 Wise Guys (engl. für „Schlaumeier“). Hünekes anderthalbjähriger Zivildienst in Brüssel ließ die Gruppe vorübergehend zum Quartett werden. Die anderen Sänger traten in der Zwischenzeit dem Ersten Kölner Barbershop Chor bei. Im Frühjahr 1994 belegten sie beim deutschen Wettbewerb für Barbershop-Quartette den dritten Platz; allerdings spielte diese Musikrichtung in ihrem Repertoire nie eine hervorgehobene Rolle und war seit Mitte der 1990er Jahre nicht mehr in ihrem Bühnenprogramm vertreten.
Um sich etwas Geld zu verdienen, sangen die Wise Guys Anfang der 1990er Jahre auf der Straße. Dort wurde der Sänger der Kölner Mundartgruppe Höhner auf sie aufmerksam. Dieser half ihnen später, bekannter zu werden. Sie wurden auch für Geburtstage, Firmenfeiern oder Hochzeiten gebucht und gaben kleine Konzerte in Schulen und Gemeindesälen. Als Christoph Tettinger im April 1995 die Gruppe aus beruflichen Gründen verließ, übernahm Ferenc Husta die Bassstimme. Er war das erste Bandmitglied, das nicht aus Köln stammt. Tettinger blieb der Gruppe in einer Manager- und Beraterrolle verbunden.

### Erste CD-Veröffentlichungen und Fernsehauftritte

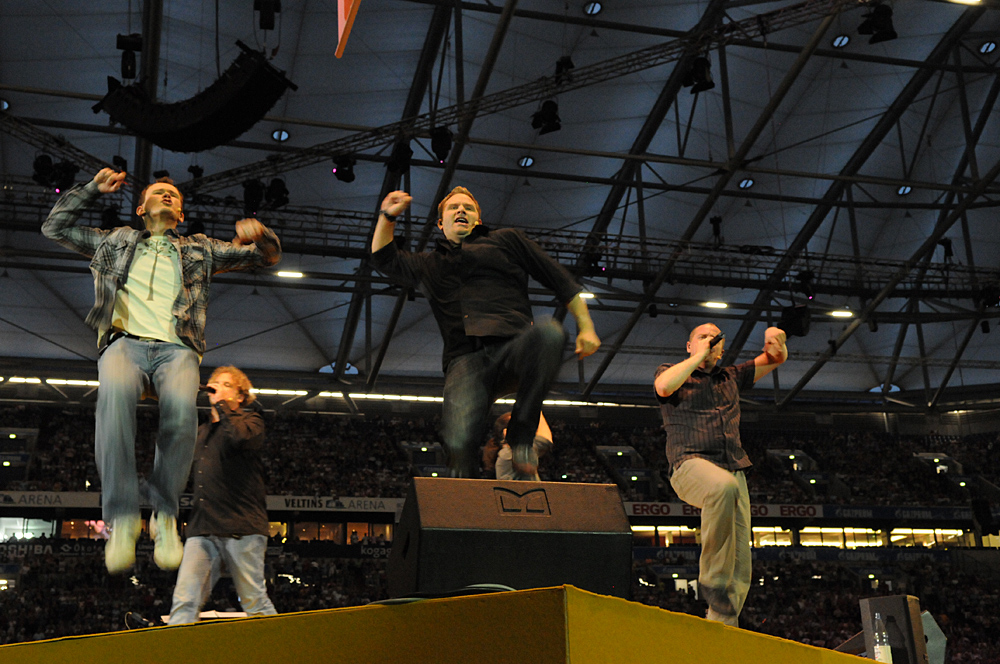
Wise Guys (2010)

Das erste Album Dut-Dut-Duah! (1994) war größtenteils englischsprachig und enthielt zu etwa zwei Dritteln Coverversionen. In der Folge konzentrierte sich die Gruppe auf deutschsprachige, rhythmusbetonte Eigenkompositionen. Einem größeren Publikum wurden die Wise Guys durch ihre beiden Auftritte 1996/1997 in der ARD-Spielshow Geld oder Liebe bekannt. Beim ersten Auftritt spielte Hüneke in der Show als Single-Kandidat mit, beim zweiten Mal waren sie als Musik-Act gebucht. Hanspeter Hommelsheim produzierte 1996 ihre selbst vermarktete CD Haarige Zeiten. Seit 1997 lebten die Wise Guys ausschließlich von ihren Einnahmen als Musiker. Im selben Jahr erschien das dritte Album Alles im grünen Bereich, es war das erste Album mit dem Produzenten Uwe Baltrusch und erschien wie auch das Folgealbum bei Electrola. Mit dem Live-Album (2000) wechselte die Gruppe zum Label Pavement Records.

### Deutschlandweiter Durchbruch

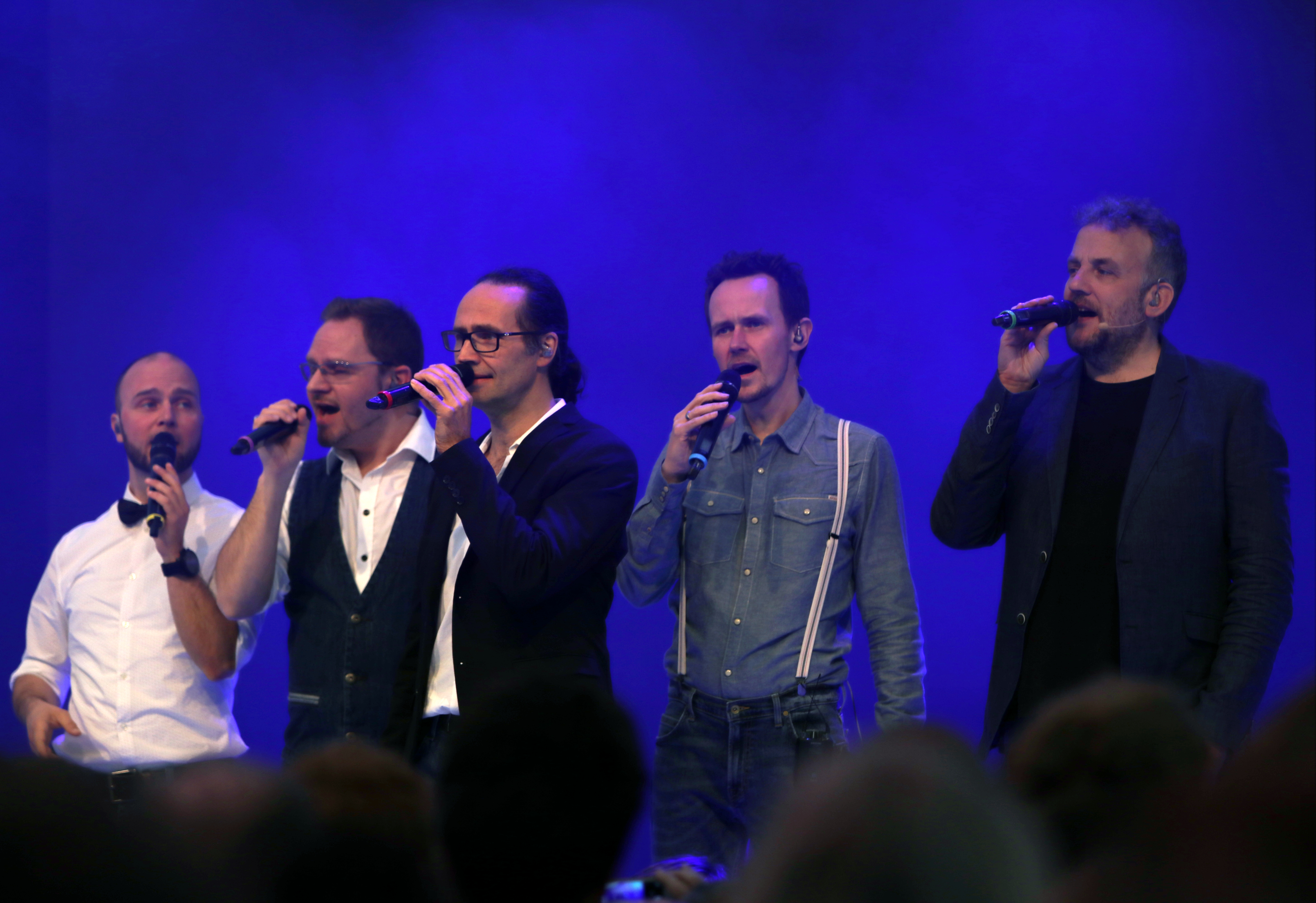
Wise Guys (2017)

Unter anderem mit dem Lied und Video Jetzt ist Sommer und dem Album Ganz weit vorne wurden die Wise Guys 2001 bundesweit bekannt. Weitere Alben erreichten in den nächsten Jahren vordere Plätze in den Media-Control-Charts; so stieg das Album Klartext auf Platz 10 ein, das Album Radio erreichte den dritten Platz und 2008 stieg das Album Frei! auf Platz 2 der deutschen und auf Platz 67 der österreichischen Charts ein. Es war das erste Album der Gruppe, das sich länger als eine Woche in den Top Ten der deutschen Album-Charts hielt und ebenfalls in Österreich in den Charts vertreten war. In den Top 50 hielt es sich neun Wochen. Für das Album erhielten die Wise Guys im November 2009 ihre erste Goldene Schallplatte für mehr als 100.000 verkaufte CDs.
Im Dezember 2008 verließ Clemens Tewinkel die Gruppe aus beruflichen Gründen; sein Nachfolger wurde der Tenor Nils Olfert, der bis dahin in der Kieler Band Tiffany gesungen hatte. Im Januar 2010 erschien das Album Klassenfahrt. Es stieg auf Platz 2 der deutschen Media-Control-Albumcharts und Platz 48 der österreichischen Charts ein und erreichte damit in beiden Ländern die bis dahin besten Platzierungen der Band. Seit 2010 traten die Wise Guys teilweise in Begleitung der Jördis-Tielsch-Band auf. 2011 wechselte die Gruppe zur Universal Music Group. Im Januar 2011 erhielten die Wise Guys ihre zweite Goldene Schallplatte für über 100.000 verkaufte CDs des Albums Wo der Pfeffer wächst, das bereits über sechs Jahre früher erschienen war. Am 17. August 2012 wurden den Wise Guys von ihrer früheren Plattenfirma Pavement Records zwei weitere goldene Schallplatten für die Alben Radio (2006) und Klassenfahrt (2010) verliehen.
Im Mai 2012 erschien das Album Zwei Welten als A-cappella-Version und im September in einer Version im Pop-Sound mit instrumentaler Begleitung. Das Doppelalbum brachte den Wise Guys im Dezember 2012 ihre fünfte Goldene Schallplatte ein. 2012 erklärte Ferenc Husta seinen Austritt aus der Gruppe zum Jahresende. An seine Stelle trat mit Jahresbeginn 2013 Andrea Figallo. Im März 2013 wurden die Wise Guys mit dem Echo in der Kategorie Crossover für das Album Zwei Welten ausgezeichnet. Nach dem Skandal bei der Echoverleihung 2018 gaben die Mitglieder Dickopf, Olfert und Hüneke den Preis aus Protest zurück.
Anders als bislang üblich, beendeten die Wise Guys die Zwei-Welten-Tour bereits nach einem Jahr statt wie bisher nach zweien und waren 2013 und 2014 mit dem Programm Antidepressivum unterwegs. Zu diesem wurde kein Album veröffentlicht, lediglich ein Single-Download mit dem Titellied. Das Album Achterbahn, das Figallo in Eigenregie produzierte, erschien im September 2014 und enthält auch einige Songs der vorangegangenen Antidepressivum-Tour. Auch die Achterbahn-Tour lief nur ein Jahr lang, bis am 4. September 2015 das neue Album Läuft bei euch erschien.

### Auflösung und Nachfolgeprojekte
Im Februar 2016 gaben die Wise Guys bekannt, die Gruppe im Sommer 2017 auflösen zu wollen. Der Bass Andrea Figallo gab bereits im März 2016 sein letztes Konzert. Björn Sterzenbach, der bis 2013 bei der Berliner A-cappella-Gruppe MuSix und danach bei der niederländischen A-cappella-Gruppe Rock4 Bass gesungen hat und zuletzt Nachrichtenmoderator bei Hitradio RTL Sachsen war, übernahm im April 2016 die Bassstimme. Als Grund für die Auflösung der Band wurde vor allem der Wunsch der Mitglieder angegeben, sich beruflich neu zu orientieren. Dickopf gab später an, dass es zu massiven Unstimmigkeiten in der Band gekommen war, die auch Jahre später eine Versöhnung verhinderten.
Für die beiden offiziellen Abschiedskonzerte vor rund 15.000 Fans kehrten die Wise Guys am 8. und 9. Juli 2017 nochmals an den Ort ihres Karrierebeginns zurück, den Kölner Tanzbrunnen. Mit dabei waren auch die ehemaligen Bandmitglieder Clemens Tewinkel und Christoph Tettinger sowie weitere musikalische Weggefährten wie Bodo Wartke, die Höhner und die Bläck Fööss. Ihr letztes Konzert gab die Gruppe am 16. Juli 2017 in Regensburg.
Während sich Sahr nach der Auflösung der Band aus privaten Gründen zunächst aus der Öffentlichkeit zurückzog, ging Hüneke ab März 2018 als Singer-Songwriter auf Tournee. Dickopf, Olfert und Sterzenbach gründeten gemeinsam mit Clemens Schmuck und Ingo Wolfgarten die A-cappella-Band Alte Bekannte. Bei deren Konzerten sind neben neuen Liedern vereinzelt auch bekannte Hits der Wise Guys zu hören.

## Konzerte
Da die Wise Guys fast ausschließlich mit selbstkomponierten deutschsprachigen Liedern auftraten, beschränkten sich die Konzerte hauptsächlich auf den deutschsprachigen Raum. Konzertreisen in andere Länder, wie zum Beispiel in die USA und Kanada, die vom dortigen Goethe-Institut organisiert worden waren, oder Auftritte wie im Jahr 2005 in Polen blieben Ausnahmen. Gelegentlich gastierten sie auch in London, Luxemburg und Straßburg.
Zum üblichen Konzertprogramm kamen jedes Jahr verschiedene Großveranstaltungen hinzu. Dazu zählten sowohl Open-Air-Auftritte als auch besonders umfangreiche Konzerte wie die Totalnacht und Spezialnacht. Mit ihrem jährlichen Konzert im Kölner Tanzbrunnen brachen sie 2001 einen Weltrekord: Es war mit 12.500 Besuchern das bestbesuchte Vokalkonzert einer einzelnen Gruppe.
Außerdem traten sie im Juni 2010 beim Abschlusskonzert von „!SING – DAY OF SONG“ in der Veltins-Arena in Gelsenkirchen im Rahmen des Projekts RUHR.2010 – Kulturhauptstadt Europas auf.
Die Wise Guys traten regelmäßig beim Katholikentag sowie dem Deutschen Evangelischen Kirchentag auf. Die Konzerte bei den Kirchentagen waren die größten in der Geschichte der Wise Guys. So kamen im Jahr 2005 35.000 Menschen zum Konzert nach Hannover, 2007 70.000 nach Köln, 2009 65.000 nach Bremen und im Jahr 2011 22.000 nach Dresden. Bei diesem Konzert musste das Festivalgelände schon früh geschlossen werden, da die Maximalkapazität erreicht war. Weitere 10.000 Menschen konnten sich das Konzert auf Leinwänden anschauen. 2013 fand das größte Konzert der Gruppe in Hamburg statt. Dort kamen über 75.000 Menschen zu einem Konzert. 2015 wurden 30.000 in Stuttgart begrüßt und 2017 noch einmal 55.000 in Berlin. Dies war zugleich das letzte Konzert der Gruppe auf den Kirchentagen. Ebenso gaben sie beim XX. Weltjugendtag und beim Ökumenischen Kirchentag 2010 ein Konzert.
Nach den Konzerten veranstaltete die Band üblicherweise einen sogenannten „Afterglow“. Was zunächst nur von wenigen Fans angenommen wurde, wurde mit der Zeit fester Bestandteil eines jeden Konzerts. Üblicherweise sang die Band dann im Eingangsbereich des Veranstaltungsortes ein bis zwei Lieder (ohne jegliche Verstärkung), stellte soziale Projekte vor und gab im Anschluss daran noch Autogramme.

## Soziales Engagement
Die Wise Guys veranstalteten regelmäßig Benefizkonzerte. Dabei gaben sie die eingenommenen Spendengelder jeweils zur Hälfte an eine lokale und zur anderen Hälfte an eine internationale Einrichtung weiter. 2004 übernahmen die Wise Guys eine Patenschaft für das Projekt Butterflies, das sich den Straßenkindern von Delhi in Indien widmet. Weiterhin unterstützten sie die Aktion Weltbessermacher von Misereor und der Katholischen jungen Gemeinde, mit der Kinder und Jugendliche Spaß am sozialen Engagement durch eigene Aktionen erleben und weitergeben sollen. Auf ihrer Website wurde das Spendenaufkommen jedes Konzerts dokumentiert. Weitere Projekte der Band waren Primacanta, welches das Singen an Schulen fördert, sowie Lacrima der Johanniter-Unfall-Hilfe, wo Kindern mit Schicksalsschlägen ein Ort zum Trauern geboten wird.

## Aggro Hürth
Auf Klassenfahrt, dem ersten Album mit Nils Olfert, versuchten sich die Wise Guys wieder an Rap-Musik. Dazu bildeten sie ein Hip-Hop-Duo, bestehend aus den Bandmitgliedern Marc Sahr (MC Deutschmakk) und Nils Olfert (Soulsprotte). In Anlehnung an Aggro Berlin nannten sie sich Aggro Hürth. Nach dem Titel Hamlet wurde mit Ich bin aus Hürth 2012 ein weiterer Aggro-Hürth-Titel auf ein Wise-Guys-Album aufgenommen. Am 21. Juni 2013 erschien das erste Aggro-Hürth-Minialbum mit dem Namen Mein Herz macht Bumm! Aufgrund von Markenrechtsproblemen mit Aggro Berlin durfte das Album aber nur unter „A. Hürth“ veröffentlicht werden.

## Diskografie
Studioalben

| Jahr | Titel                               | Höchstplatzierung, Gesamtwochen, AuszeichnungChartplatzierungen (Jahr, Titel, Platzierungen, Wochen, Auszeichnungen, Anmerkungen) | Höchstplatzierung, Gesamtwochen, AuszeichnungChartplatzierungen (Jahr, Titel, Platzierungen, Wochen, Auszeichnungen, Anmerkungen) | Höchstplatzierung, Gesamtwochen, AuszeichnungChartplatzierungen (Jahr, Titel, Platzierungen, Wochen, Auszeichnungen, Anmerkungen) | Anmerkungen                                                | [↑]: gemeinsam behandelt mit vorhergehendem Eintrag; [←]: in beiden Charts platziert |
| Jahr | Titel                               | DE | AT | CH | Anmerkungen                                                |                                                                                      |
| ---- | ----------------------------------- | --- | --- | --- | ---------------------------------------------------------- | ------------------------------------------------------------------------------------ |
| 1994 | Dut-Dut-Duah!                       | — | — | — | Erstveröffentlichung: 1994                                 |                                                                                      |
| 1996 | Haarige Zeiten                      | — | — | — | Erstveröffentlichung: 1996                                 |                                                                                      |
| 1997 | Alles im grünen Bereich             | — | — | — | Erstveröffentlichung: 29. August 1997                      |                                                                                      |
| 1999 | Skandal                             | — | — | — | Erstveröffentlichung: 1999                                 |                                                                                      |
| 2001 | Ganz weit vorne                     | DE49 (3 Wo.)DE | — | — | Erstveröffentlichung: 27. August 2001                      |                                                                                      |
| 2003 | Klartext                            | DE10 (8 Wo.)DE | — | — | Erstveröffentlichung: 17. Februar 2003                     |                                                                                      |
| 2004 | Wo der Pfeffer wächst               | DE13 Gold · (11 Wo.)DE | — | — | Erstveröffentlichung: 8. November 2004 Verkäufe: + 100.000 |                                                                                      |
| 2006 | Radio                               | DE3 Gold · (15 Wo.)DE | — | — | Erstveröffentlichung: 5. Mai 2006 Verkäufe: + 100.000      |                                                                                      |
| 2008 | Frei!                               | DE2 Gold · (26 Wo.)DE | AT67 (1 Wo.)AT | — | Erstveröffentlichung: 15. Februar 2008 Verkäufe: + 100.000 |                                                                                      |
| 2010 | Klassenfahrt                        | DE2 Gold · (19 Wo.)DE | AT48 (2 Wo.)AT | — | Erstveröffentlichung: 29. Januar 2010 Verkäufe: + 100.000  |                                                                                      |
| 2012 | Zwei Welten – A Cappella            | DE3 Gold · (29 Wo.)DE | AT5 (3 Wo.)AT | CH45 (1 Wo.)CH | Erstveröffentlichung: 25. Mai 2012 Verkäufe: + 100.000     |                                                                                      |
| 2012 | Zwei Welten – Instrumentiert[DE: ↑] | DE3 Gold · (29 Wo.)DE | AT58 (1 Wo.)AT[CH: ↑] | CH45 (1 Wo.)CH | Erstveröffentlichung: 14. September 2012                   |                                                                                      |
| 2014 | Achterbahn                          | DE2 (13 Wo.)DE | AT17 (1 Wo.)AT | CH37 (1 Wo.)CH | Erstveröffentlichung: 26. September 2014                   |                                                                                      |
| 2015 | Läuft bei euch                      | DE6 (7 Wo.)DE | AT22 (1 Wo.)AT | — | Erstveröffentlichung: 4. September 2015                    |                                                                                      |

## Auszeichnungen
- 2006: Lehrer-Welsch-Preis, verliehen von der Kölner Regionalgruppe des Vereins Deutsche Sprache
- 2013: Echo Pop in der Kategorie Crossover für das Album Zwei Welten